# Campeonato Mundial de Patinaje de Velocidad sobre Hielo de 1997
El XCI Campeonato Mundial de Patinaje de Velocidad sobre Hielo se celebró en Nagano (Japón) del 14 al 16 de febrero de 1997 bajo la organización de la Unión Internacional de Patinaje sobre Hielo (ISU) y la Federación Japonesa de Patinaje sobre Hielo.
Las competiciones se realizaron en la Arena M-Wave de la ciudad japonesa. Participaron en total 66 patinadores de 22 países.

## Resultados

### Masculino
| Evento                        | Oro                                      | Plata                                | Bronce                                   |
| ----------------------------- | ---------------------------------------- | ------------------------------------ | ---------------------------------------- |
| 500 m (14.02)                 | Lee Kyu-Hyeok Corea del Sur 37,14 s      | Ids Postma · Países Bajos · 37,36 s  | Keiji Shirahata Japón 37,59 s            |
| 1500 m (15.02)                | Ids Postma · Países Bajos · 1:51,78      | KC Boutiette Estados Unidos 1:52,53  | Jason Parker · Canadá · 1:52,96          |
| 5000 m (14.02)                | Bart Veldkamp · Bélgica · 6:43,26        | Frank Dittrich · Alemania · 6:43,74  | Keiji Shirahata Japón 6:47,46            |
| 10 000 m (16.02)              | Bart Veldkamp · Bélgica · 13:41,66       | Frank Dittrich · Alemania · 13:48,40 | Lasse Sætre · Noruega · 13:54,46         |
| Clasificación general (16.02) | Ids Postma · Países Bajos · 157,906 pts. | Keiji Shirahata Japón 158,466 pts.   | Frank Dittrich · Alemania · 158,697 pts. |

### Femenino
| Evento                        | Oro                                                | Plata                                         | Bronce                                      |
| ----------------------------- | -------------------------------------------------- | --------------------------------------------- | ------------------------------------------- |
| 500 m (14.02)                 | Annamarie Thomas · Países Bajos · 40,53 s          | Gunda Niemann-Stirnemann · Alemania · 40,79 s | Becky Sundstrom Estados Unidos 40,89 s      |
| 1500 m (15.02)                | Gunda Niemann-Stirnemann · Alemania · 2:00,51      | Anni Friesinger · Alemania · 2:02,00          | Claudia Pechstein · Alemania · 2:02,52      |
| 3000 m (15.02)                | Gunda Niemann-Stirnemann · Alemania · 4:10,40      | Claudia Pechstein · Alemania · 4:13,95        | Tonny de Jong · Países Bajos · 4:15,91      |
| 5000 m (16.02)                | Gunda Niemann-Stirnemann · Alemania · 7:10,15      | Tonny de Jong · Países Bajos · 7:14,39        | Claudia Pechstein · Alemania · 7:17,04      |
| Clasificación general (16.02) | Gunda Niemann-Stirnemann · Alemania · 165,708 pts. | Claudia Pechstein · Alemania · 168,179 pts.   | Tonny de Jong · Países Bajos · 168,206 pts. |

## Medallero
- Solo se otorgan medallas en la clasificación general.

| Núm. | País         | Oro | Plata | Bronce | Total |
| ---- | ------------ | --- | ----- | ------ | ----- |
| 1    | Alemania     | 1   | 1     | 1      | 3     |
| 2    | Países Bajos | 1   | 0     | 1      | 2     |
| 3    | Japón        | 0   | 1     | 0      | 1     |
|      | TOTAL        | 2   | 2     | 2      | 6     |